# Ozbrojené síly Fidžijské republiky

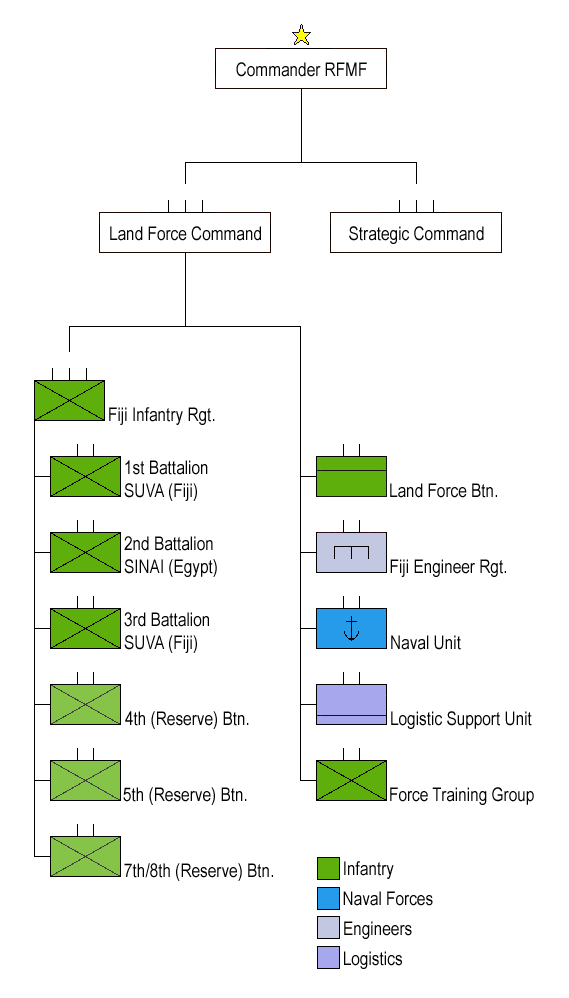
Členění fidžijské armády

Ozbrojené síly Fidžijské republiky (Republic of Fiji Military Forces, zkratka RFMF) představují armádu tichomořského ostrovního státu Fidžijská republika. S celkovým stavem 3500 vojáků v činné službě a 6000 záložníků je to jedna z nejmenších armád na světě, většina okolních ostrovních států nemá armádu žádnou.
Mužstvo pravidelné armády je organizováno do šesti pěchotních a jednoho inženýrského praporu s přibližně 6 000 rezervisty. Dříve existovala také jedna rota kontrarevolučních specialistů „Zulu“, která byla deaktivována koncem roku 2000 kvůli vzpouře některých jejích příslušníků.
První dva pravidelné prapory Fidžijského pěšího pluku jsou tradičně určeny na zahraniční mírové mise, 1. prapor byl vyslán do Libanonu, Iráku a Východního Timoru pod vedením OSN, zatímco 2. prapor je umístěný v Sinai s MFO. Platby za působení mírových sil představují pro Fidži důležitý zdroj příjmů. 3. prapor je umístěný v hlavním městě Suva a zbývající tři jsou rozesety po celém souostroví.

## Organizace
- Velitel RFMF – velitelem RFMF je jednohvězdičkový generál. Asistují mu zástupce velitele a náčelník štábu, kteří odpovídají za strategické velení a velení pozemních sil. Nynějším velitelem je komodor Frank Bainimarama.
  - Strategické velení – strategické velení je zodpovědné za veškeré dlouhodobé a strategické zájmy RFMF, včetně sociálních a právních otázek, otázek udržitelnosti apod.
  - Velení pozemních sil – velení pozemních sil operativně řídí RFMF, zodpovídá za všechny hlavní jednotky:
    - Hlavní velitelství pozemních sil (velitel brigádní generál Pita Driti 2011)
    - Námořní jednotka
    - Fidžijský pěší pluk
      - pravidelné síly
        - 1. prapor
        - 2. prapor
        - 3. prapor

      - územní síly
        - 4. prapor
        - 5. prapor
        - 7./8. prapor

    - Fidžijský ženijní pluk
    - Zásobovací podpůrná jednotka
    - Vojenská výcviková skupina

### Výzbroj
- útočná puška M16A2
- karabina Daewoo K2
- karabina CAR-15
- lehký kulomet
- granátomet
- 4 x 25liberní houfnice 87,6 mm (pro ceremoniální účely)
- 12 x minomet F2 81 mm
- 53 nákladních a terénních vozidel (většinou francouzské výroby, dále britská a japonská vozidla značek Land Rover, Hyno, Toyota, Mazda, Mitsubishi).

## Fidžijské námořnictvo

Fidžijská námořní válečná vlajka
Poměr stran: 1:2

Součástí armády je námořnictvo o síle 300 mužů, které dne 25. července 2005 oslavilo třicáté výročí svého založení. Bylo vytvořeno v roce 1975, poté co vláda ratifikovala Úmluva Organizace spojených národů o mořském právu. Námořnictvo střeží námořní hranici, hájí zájmy ve fidžijské výlučné ekonomické zóně a organizuje záchranné mise.
Námořní základna fidžijského námořnictva se nachází v hlavním městě Suva, v zálivu Walu Bay. V současné době má námořnictvo 9 plavidel, hlídkových člunů (z toho 3 třídy Pacific). Vojenskou pomoc poskytuje Austrálie, Čínská lidová republika a Spojené království (které pomoc dočasně pozastavilo v důsledku vojenského puče v roce 2006 proti civilní vládě).
Velitel Bradley Bower ve svém projevu na oslavách 30. výročí dne 26. července 2006 řekl, že největší výzvou pro námořnictvo země, jakou je Fidži, je udržovat fidžijskou suverenitu na moři, obnova vybavení a výcvik důstojníků, aby byli schopni reagovat na měnící se poměry.

### Výzbroj

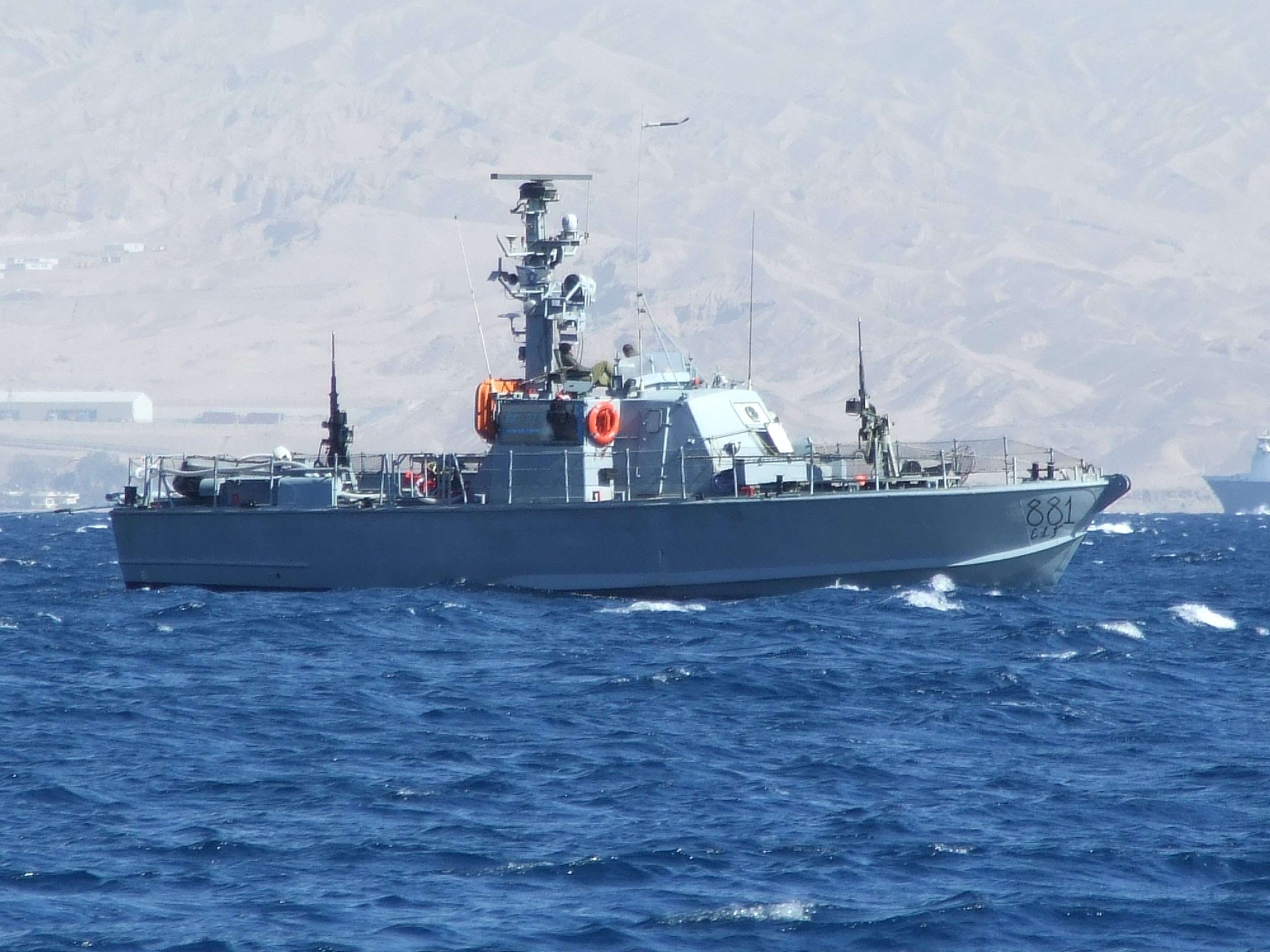
Hlídkový člun tř. Dabur (člun 881 Izraelského námořnictva)

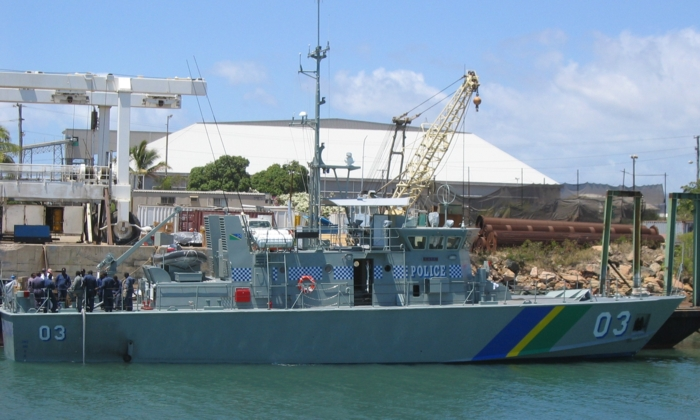
Hlídkový člun tř. Pacific (RSIPV Lata, Policie Šalomounových ostrovů)

3 hlídkové čluny třídy Pacifik (výrobce Austrálie, výtlak 162 t, délka 31,5 m, šířka 8,1 m, ponor 1,8 m, výkon dvou dieselmotorů 2,1 MW, max. rychlost 20 uzlů (37 km/h), posádka 17 mužů, výzbroj 1 × kanón 20 mm, kulomet 2 × 7,62 mm.
- RFNS 201 Kula (ve službě od května 1994)
- RFNS 202 Kikau (od května 1995)
- RFNS 203 Kiro (od října 1995)

2 hlídkové čluny (výrobce USA, výtlak 97 t, posádka 11 mužů, výzbroj kulomet 1 × 12,7 mm)
- RFNS 101 Levuika (1987)
- RFNS 102 Lautoka (1987)

4 hlídkové čluny třídy Dabur (výrobce Izrael, výtlak 39 t, posádka 9 mužů, výzbroj 2 × kanón 20 mm, 2 × kulomet 7,62)[zdroj?]
- RFNS 301 Vai (1991)
- RFNS 302 Ogo (1991)
- RFNS 303 Saku (1991)
- RFNS 304 Saqa (1991)

1 prezidentská jachta RFNS Cagidonu
1 průzkumný člun RFNS Babale (postaven 1978, délka 30 m)
Do původní výzbroje námořnictva patřilo malé průzkumné plavidlo (postavené 1929, o výtlaku 100 t, posádka 14 mužů) a tři hlídkové lodě RFNS Kula, Kikau a Kiro, přestavěné z minolovek třídy Redwing US Navy, zakoupené v letech 1975–1976 (výtlak 370 t, posádka 39 mužů, výzbroj 1 × 20mm kulomet a 2 × 12,7mm kulomet), které byly v letech 1994–1995 nahrazeny novými, stejnojmennými čluny třídy Pacific.

## Fidžijské letectvo
Letecká peruť fidžijské armády (Air Wing Republic of Fiji Military Forces) vznikla v roce 1987, základnu měla na letišti v Nausori, ale byla zrušena v roce 1997.

### Letadla
- 1 dopravní letoun  Harbin Y 11[2]

### Vrtulníky
- 1 dopravní vrtulník  Eurocopter AS 365N2 Dauphin 2 – imatrikulační značka DQ-FGD - ve službě od 1989 do 1994.
- 1 dopravní vrtulník  Aerospatiale AS 355F-2 Twin Squirrel – imatrikulační značka DQ-FGH - ve službě od 1991 do 1997.

Vrtulník AS-365 N2 Dauphin havaroval u pobřeží hlavního ostrova v červenci 1994, menší vrtulník AS-355F-2 pokračoval ve službě až do poloviny roku 1997, v roce 1999 byl prodán do Francie.

## Vliv na politiku
Fidžijská armáda několikrát výrazně zasáhla do politiky země. V roce 1987 vojáci provedli dva převraty. V roce 2000 byla armáda původcem puče, který měl potlačit civilní puč George Speighta. Od toho roku měla armáda občas napjaté vztahy s vládou Laisenia Qarase a zásadně protestovala proti jejím plánům na vytvoření komise, která měla odškodnit oběti a udělit amnestii pachatelům civilního převratu. Tvrdila, že pokud by vzbouření vojáci, kteří se v roce 2000 přidali k civilnímu puči, dostali milost, narušilo by to autoritu armády.
Dne 4. srpna 2005 vyzval vůdce opozice Mahendra Chaudhry, aby bylo do armády přijímáno více Indofidžijců, což, jak předpokládal, by zajistilo větší politickou stabilitu. (K říjnu 2007 měla fidžijská armáda v aktivní službě 3 527 mužů, z nichž jen 15 bylo Indofidžijců.) Vyslovil se také mluvil proti plánu vlády na snížení počtu vojáků. Armádní mluvčí podplukovník Orisi Rabukawaqa následující den odpověděl, že armáda se neskládá z jednoho etnika, že slouží celému národu a že při náboru či povyšování neexistuje žádné etnické kritérium; většina Indofidžijců ale nebuduje vojenskou kariéru kvůli pomalému postupu a raději z armády odchází do jiných oblastí. Nicméně ocenil indofidžijské vojáky a připomněl podplukovníka Mohammeda Azize, vedoucího armádních právníků, který byl klíčovou postavou ve vojenském soudu nad vzbouřenými vojáky z roku 2000. Přitom po převratu v roce 1987 postupovali domorodí Fidžijci v armádě velmi rychle, stejně tak po následném rozšíření fidžijských ozbrojených sil.
Dne 26. srpna 2005 vláda oznámila plány na snížení velikosti armády. Vojenští technici by byli převedeni pod ministerstvo pro místní rozvoj, snížení vojenských sil by bylo doprovázeno adekvátním nárůstem počtu příslušníků policie.
Dne 26. září 2005 mluvčí Rabukawaqa prohlásil, že se armáda rozhodla omezit některé činnosti, aby nepřekročila svůj rozpočet. Škrty by se týkaly námořních hlídek, pátracích a záchranných operací, školení, výcviku a cvičení a působení vojenských inženýrů a techniků na venkově. Dotčeny by neměly být priority, jako jsou mírové operace na Sinajském poloostrově a v Iráku, výcvik důstojníků ve spolupráci s armádou Nového Zélandu a trestní stíhání vojáků obviněných ze vzpoury. Další den toto prohlášení potvrdil zástupce ministerstva vnitra.
Dne 5. prosince 2006 provedla fidžijská armáda třetí převrat. Hlavní představitel armády Voreqe Bainimarama se po něm stal premiérem a o převratu řekl 7. února 2008l: „Qarase (...) nechápe roli armády a dezinformuje národ (...). Pokud se objeví politika a činnosti, které mohou vést k ohrožení národní bezpečnosti a územní celistvost Fidži, armáda má podle ústavy plné právo zasáhnout.“ V srpnu 2009 byl Bainimarama stále předsedou vlády při zrušené ústavě, bývalý vojenský velitel Epeli Nailatikau byl jmenován úřadujícím prezidentem místo Josefy Iloila, který odešel na odpočinek.